# قلعه خاندان هو
ارگ هو سلسله، شهر باستانی در ویتنام است. آن را در سال ۱۴۰۴ ساخته شده بود برای محافظت از ویتنام از سلسله مینگ چینی.
در ژوئیه ۲۰۱۱، یک میراث جهانی (UNESCO) شد.

## نگارخانه

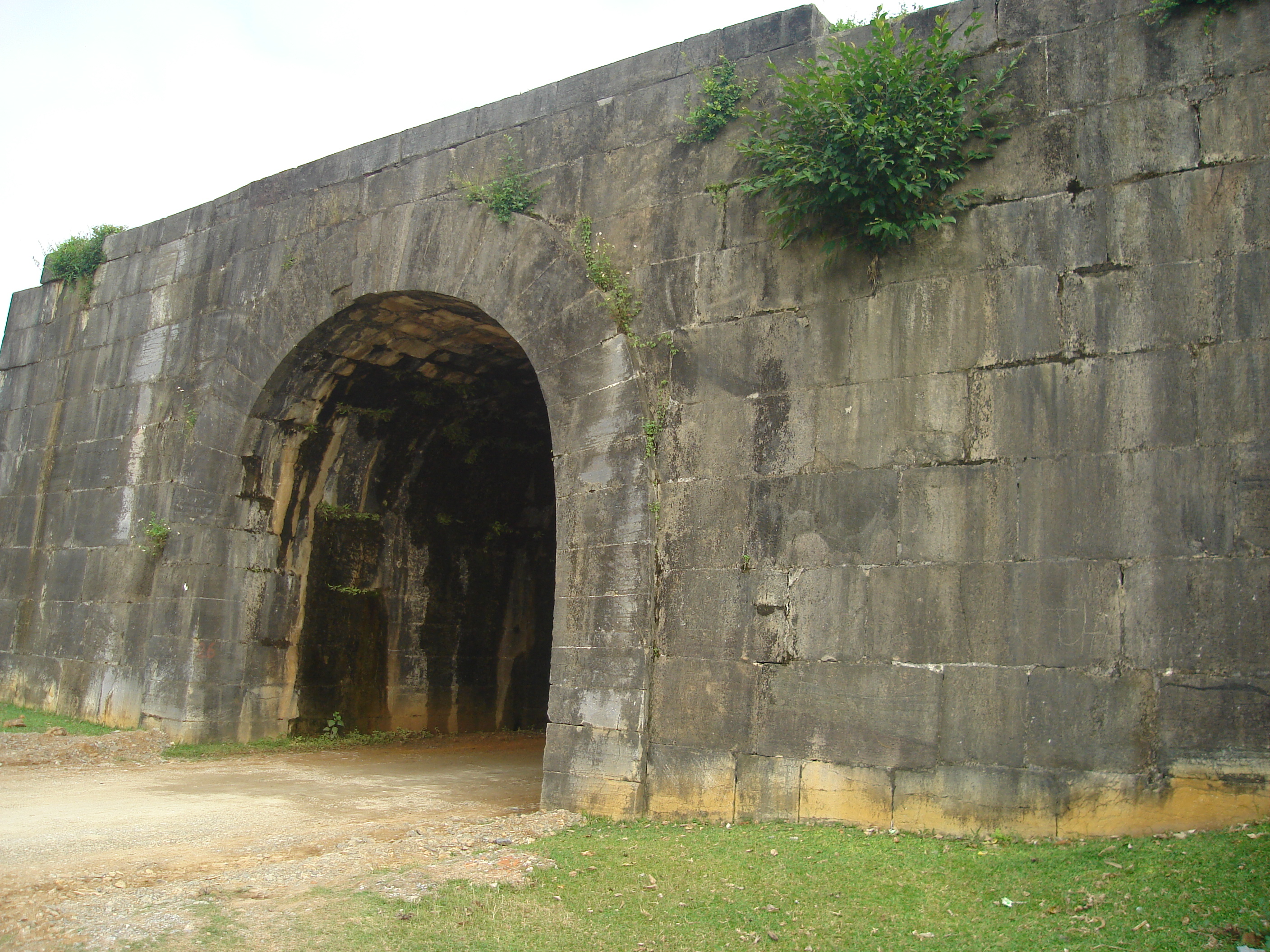
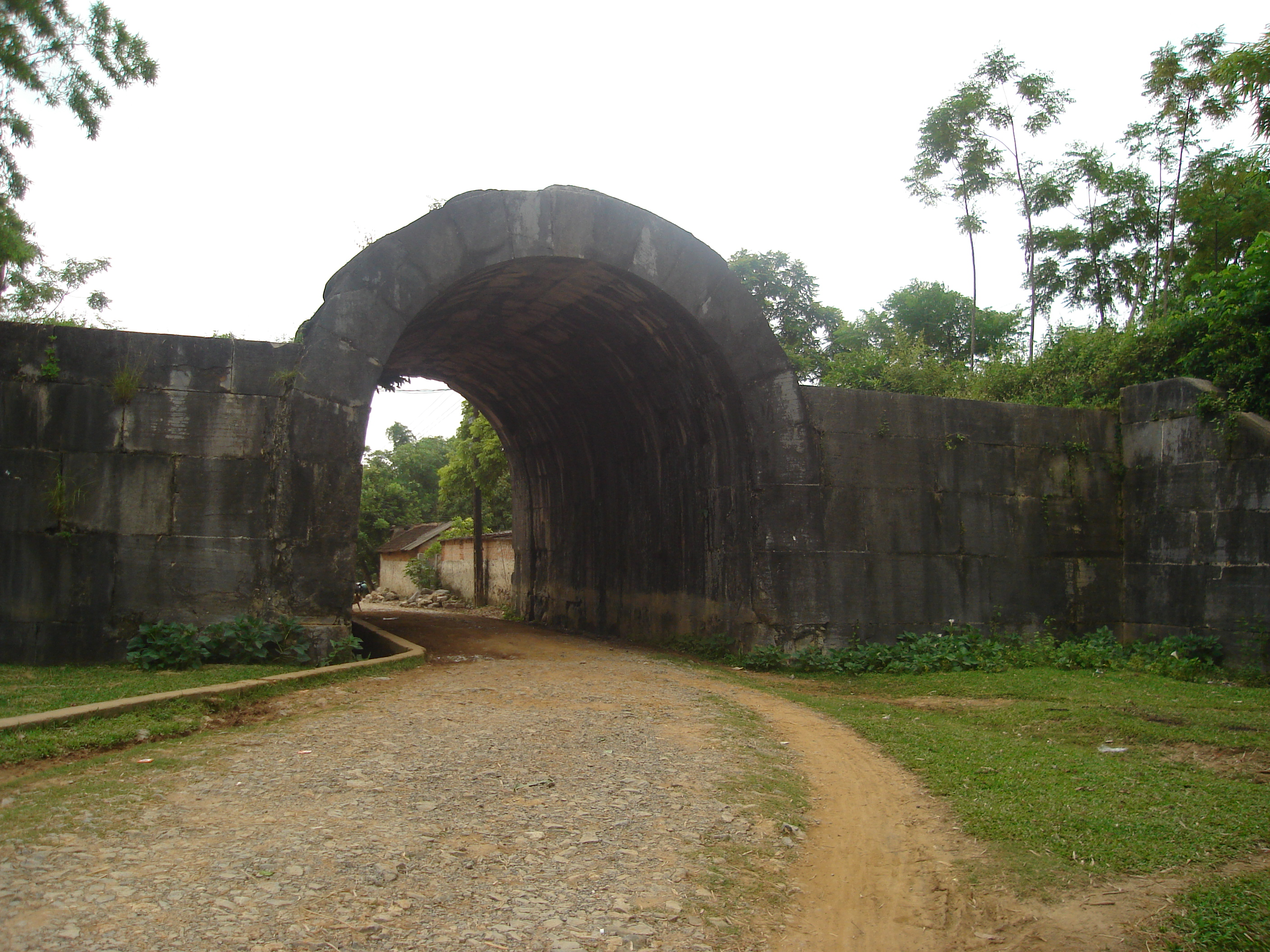
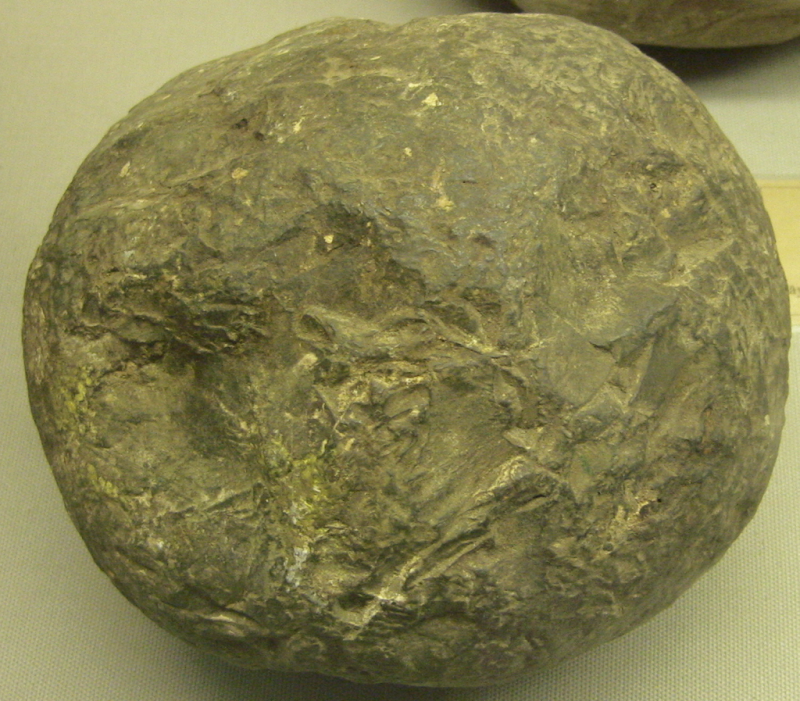